# Principio Favor Debilis
Principio Favor Debilis es un principio general de derecho, de particular importancia en los ámbitos del Derecho internacional de los Derechos Humanos, Derecho internacional humanitario y el Derecho de refugio; aunque encuentra expresión en todas las ramas del derecho, ya sea civil, mercantil, protección del consumidor, laboral etc.
En su faceta regulatoria, su origen legislativo parece retrotraerse a hace 3,799 años aproximadamente (contando hasta el año 2010 d. C.), cuando se le consagra por primera vez en piedra, en el Código de Hammurabi.
En su vertiente interpretativa, el principio favor debilis implica, de acuerdo con Bidart Campos, que "en la interpretación de situaciones que comprometen derechos en conflicto es menester considerar especialmente a la parte que, en su relación con la otra, se halla situada en inferioridad de condiciones o, dicho negativamente, no se encuentra realmente en pie de igualdad con la otra".